# حکایت هیجدهم اردیبهشت بیست‌وپنج
حکایت هیجدهم اردیبهشت بیست‌وپنج داستان بلندی است از علی‌مراد فدایی‌نیا که آن را سال ۱۳۴۹ چاپ کرد. این اثر در زمان چاپش بازخوردهای متفاوتی را برانگیخت.

## دربارهٔ کتاب
منوچهر آتشی در مقاله‌ای که در شماره ۳۱ مجله «تماشا» (۲۹ مهرماه ۱۳۵۰) به چاپ رسید دربارهٔ «حکایت هیجدهم اردیبهشت بیست‌وپنج» می‌نویسد:
فدایی‌نیا، با آن‌که تصویرگر طنز مکرر، و تکرارکننده و دلقک‌مآبی آدم‌هاست اما زیر فشار غمی کلاسیک است که دست و پا می‌زند. زبان او - منسجم و زنده - از اعماق تاریخ ادبیات جان می‌گیرد. گو این‌که هنوز اول کار است، با تلخگویی و نیشدار زخم‌زبان‌زدن، روحی چنان پیر را به نمایش می‌گذارد که گویی از ظلمات هم برگشته - و طبعاً دست خالی. - پیری که ادای جوانی درمی‌آورد. «ما کودکان زود به پیری رسیده‌ایم» با وجود گریزها و فرارها و عبور سرشار استهزاء از لحظه‌های جدی زندگی، باز هم گیر واقعیت‌ها، یا لحظه‌های واقعی می‌افتد و بر چیزی درنگ می‌کند تا پوسته‌اش را بردارد و ذات مضحکش بنمایاند. داستان – همچنان که باید باشد - داستان نیست، ضدداستان است، تداوم ظاهری و پیوند ماجرایی ندارد، هر پاره‌اش خود قصه‌ای‌ست از درون، گاه هر چند خطش، و در مجموع تمام نوشته، در اتمسفر طنزگونه و شاعرانه و تا حدودی «ملانکولیک» وحدتی داستانی می‌یابد، منتها داستانی از درون، که تنها سایه‌هایی گذران از خارج، از زندگی واقعی بر آن می‌افتد. این شکل تازه‌ای از قصهٔ ایرانی است که اگر هم قبلاً شروع شده باشد، توسط دیگران مثلاً، باز فدایی‌نیاست که در آن به‌جد و به‌حوصله کار کرده و نمونه‌ای ارزنده پیش روی ما گشاده‌است. از لحظهٔ عنوان کتاب (که باید تاریخ تولد نویسنده باشد) به نظر می‌آید که سفری ذهنی را دنبال می‌کند، تا کجا؟ ما تنها شاهد سرگشتگی و گمشدگی او در قلب هیاهوی بیهوده زندگی هستیم… شاید آخرین پارهٔ نوشته تصویر گنگی از فرجام باشد. شاید هم خود نقطهٔ آغازی است.
حسن میرعابدینی در کتاب «صدسال داستان‌نویسی»، این گونهٔ داستان را – برخورد با شکل‌های زبانی و فرم که عطفش می‌دهد به سوررئالیسم و شاید به تعبیری برخورد ساختارگرایانه با ادبیات داستانی و شاید جاهایی کشیده شدن‌اش به پساساختارگرایی - برآمده از فضاهای داستانی مسعود زوارزاده و ابراهیم گلستان می‌داند.
به گفتهٔ شمیم بهار: «چرا نباید هرکس حکایت خودش را بنویسد؟» وقتی هرکس حکایت خود را می‌نویسد، قواعد رنگشان می‌بازند و می‌شود از ادبیات مدرن حرف زد که صداهای متفاوتی در آن شنیده می‌شود، گاهی شنیده می‌شود، از آن هرکس که باشد، می‌تواند از آن کس دیگری هم بشود؛ اما یک ارگان نیست که اجزایش و چگونگی چیدمان ارکانش، از پیش آمده باشد، که شما بتوانید به اجرایی خاص نسبت بدهید، که تباری خاص را به یاد می‌آورد.
به باور حکیمی این‌جا می‌توان برخورد بورژوامنشانه‌ای را پیش کشید که هر طبقه نیازهای خودش را دارد. این‌جایی‌ست که روشنفکر هم در طبقهٔ خودش قرار می‌گیرد که نیازهای خودش را دارد. بنا به گفتهٔ گیورگ لوکاچ در مقدمهٔ «جامعه‌شناسی رمان»: «نمایش زندهٔ انسان جامع امکانپذیر نیست، مگر در صورتی‌که نویسنده آفرینش تیپ‌ها را هدف خود قرار دهد. این امر مستلزم پیوندی ناگسستنی میان انسان خصوصی و انسان زندگی عمومی جامعه‌است.»
با این وجود حکیمی معتقد است که این صورتی که «فدایی‌نیا» انتخاب کرده را، نمی‌توان صرفاً آن‌طور که «میرعابدینی» می‌گوید، هذیان‌گویی، و از جانب جناب راوی‌ای بدانیم مصروع یا اصم و به راحتی از کنار این شکل گذشت و آن فرم را سپرد به پریشان‌گویی‌ای منقطع که منطق زمان درونی ندارد. وی معتقد است که نمی‌توان هرچه را که دیریاب و سخت‌یاب است را به پریشانی و مغلق‌گویی و دشوارنویسی نسبت داد؛ از همان جنس تقسیم‌بندی‌ای که اسماعیل نوری‌علا هم می‌آورد و شعر مشکل‌گو را می‌سازد.